# Hellig Kors Kirke
 For alternative betydninger, se Hellig Kors Kirke (flertydig). (Se også artikler, som begynder med Hellig Kors Kirke)
Hellig Kors Kirke ligger i Blågårdens Sogn i Københavns Kommune, på Kapelvej, Nørrebro. Kirken er tegnet af arkitekten H.B. Storck. Kirkens oprindelige dekoration var udført af Johan N. Schrøder, men er malet over.

## Kirkebygningen
- Fra syd
- Fra sydvest; kor og sideskib
- Fra vest

## Interiør
- Interiør
- Interiør set fra koret
- Nordre sideskib
- Søndre sideskib

### Altertavle
- Alter
- Altertavle, top
- Altertavle
- Alterbord

### Prædikestol
- Prædikestol
- Trappe

### Døbefont
- Døbefont
- Anden side

### Orgler
- Orgel
- Kororgel

## Eksterne kilder og henvisninger
- Hellig Kors Kirke hos KortTilKirken.dk